# Vysotni (Leningrádskaya, Krasnodar)
Vysotni (del ruso: Высотный) es un posiólok del raión de Leningrádskaya del krai de Krasnodar, en Rusia. Está situada en la orilla derecha del río Chelbas, 25 km al sur de Leningrádskaya y 127 km al norte de Krasnodar, la capital del krai. Tenía 12 habitantes en 2010.
Pertenece al municipio Obraztsóvoye.